# Omasmurf
Omasmurf, Oma Smurf of Grootmoedersmurf is een vrouwelijke, oude Smurf.
Oma komt zowel voor in de stripverhalen (buiten de reeks) als in de tekenfilmserie voor (sinds seizoen 8, voornamelijk in veel nieuwe afleveringen).
Oma is herkenbaar aan haar grijze haar, oorbellen, brilletje, paarse jurk en roze sjaal. In de tekenfilm heeft ze de stem van een oud vrouwtje, ingesproken door Marjolein Algera.
In de tekenfilms heeft Oma een kameraadje, Smoegel. Het is een paars/roze wezentje met gele ogen. Hij komt in de tekenfilm voor sinds seizoen 8. In de Nederlandse tekenfilmversie werd Smoegel ingesproken door Marjolein Algera.